# Nenczo Nenczew
Nenczo Kynew Nenczew (bg. Ненчо Кънев Ненчев) – bułgarski zapaśnik walczący w stylu klasycznym. Srebrny medalista mistrzostw Europy w 1988; czwarty w 1990; piąty w 1986 i 1989. Drugi na ME juniorów w 1982 roku.